# Saint-Guiraud
Saint-Guiraud é uma comuna francesa na região administrativa de Occitânia, no departamento de Hérault. Estende-se por uma área de 6,07 km². Em 2010 a comuna tinha 236 habitantes (densidade: 38,9 hab./km²).